# Fernando Fernández Monje
- No confundir con su hijo Fernando Fernández Pantoja Fernando Terremoto.

Fernando Fernández Monje, (Jerez de la Frontera, Cádiz, Andalucía, 17 de marzo de 1934-6 de septiembre de 1981), más conocido como Terremoto de Jerez, fue un cantaor heterodoxo español de flamenco, destacado principalmente por sus bulerías y seguiriyas.

## Trayectoria artística
Criado en el barrio de Santiago, está considerado la figura jerezana del cante más importante de la segunda mitad del siglo XX y uno de los mejores cantaores de la historia.
Nace el 17 de marzo de 1934 y muere el 6 de septiembre de 1981 en Jerez de la Frontera, pocas horas después de haber cantado en el festival de Ronda (Málaga). 
Inició sus primeros pasos como bailaor. Más tarde se decantó como cantaor, distinguiéndose con el sello único e inconfundible de su voz tan característica. Su estilo único y personal destacó desde sus inicios.
Sus primeros discos los grabó en los años sesenta, acompañado por el guitarrista Manuel Morao. Su última producción, Sonidos negros, es una antología de sus cantes. Fernández Monje dedicó al flamenco más de treinta años de vida profesional. 
Terremoto de Jerez estaba casado con Isabel Pantoja Carpió y tenían tres hijos. Su hijo, Fernando Fernández Pantoja «Terremoto hijo», falleció joven. Su nieta, María Terremoto, también es cantaora.